# بنی سودرگرن
بنی سودرگرن (انگلیسی: Benny Södergren؛ زادهٔ ۲۶ january ۱۹۴۸ (۷۷ سال)) ورزشکار اسکی صحرانوردی اهل سوئد است.
وی در مسابقات کشوری و بین‌المللی در مجموع برندهٔ ۱ مدال برنز شده‌است.